# Barwinek (Dukla)
Barwinek (lemkisch und ukrainisch Барвінок) ist eine Ortschaft mit einem Schulzenamt der Gemeinde Dukla im Powiat Krośnieński der Woiwodschaft Karpatenvorland in Polen.

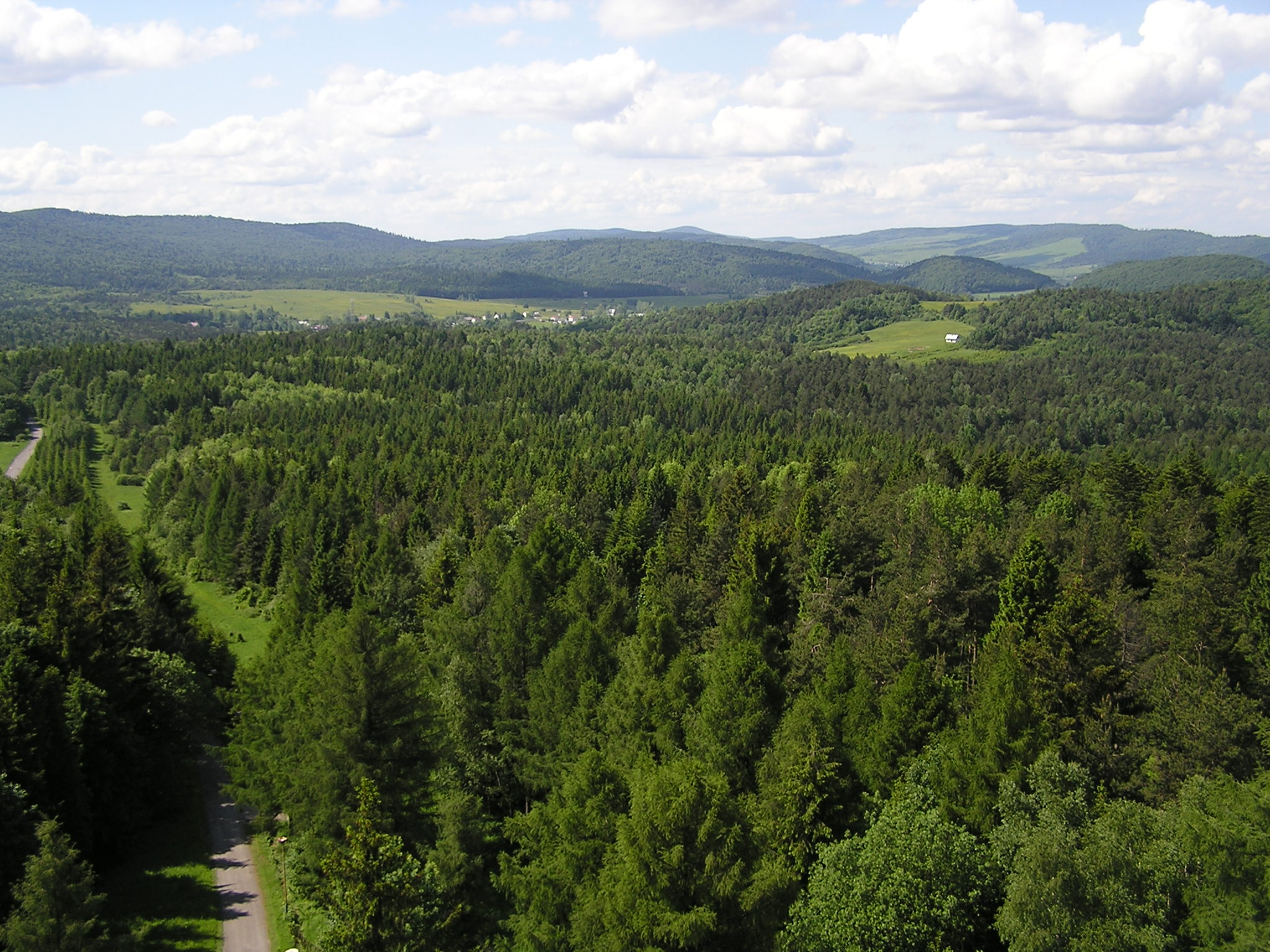
Duklapass in Barwinek

## Geographie
Der Ort liegt am Bach Obszow in den Niederen Beskiden, nördlich des Duklapass, im sogenannten Lemkenland. Die Nachbarorte sind Tylawa im Norden, Zyndranowa im Osten, sowie Vyšný Komárnik in der Slowakei im Süden.

## Geschichte
Das Dorf Barwinek wurde im Jahr 1539 erstmals urkundlich erwähnt. 1557 war es eine orthodoxe Pfarrei im Besitz des italienischstämmigen Oktawian Guczi. Der Name ist von der Pflanze Immergrün (polnisch barwinek) abgeleitet.
Politisch gehörte das Dorf zum Königreich Polen (ab 1569 in der Adelsrepublik Polen-Litauen), Woiwodschaft Krakau, Kreis Biecz.
1769 und 1770 konzentrierten sich dort die Aufständischen der Konföderation von Bar.
Bei der Ersten Teilung Polens kam Barwinek 1772 zum neuen Königreich Galizien und Lodomerien des habsburgischen Kaiserreichs (ab 1804). Durch den Duklapass und Barwinek fiel 1772 der General Nikolaus I. Joseph Esterházy de Galantha in Galizien ein. 1849 dagegen marschierten dort die russischen Truppen in Ungarn ein, um die Ungarische Revolution 1848/1849 niederzuschlagen. In der zweiten Hälfte des 19. Jahrhunderts gehörte es mit Tylawa und Wäldern bis Ożenna im Westen zur Familie Thonet aus Wien, die eine Möbelfabrik in Barwinek betrieb. Es gab auch ein Dampfsägewerk und eine Streichholzfabrik. Im örtlichen Wald wurde damals ein Tiergarten eingerichtet, der u. a. von Kar(o)l Thonet und seiner Frau besucht wurde, die jagen liebten. Im Jahr 1900 hatte die Gemeinde Barwinek 476 Hektar Fläche, 80 Häuser mit 475 Einwohnern, davon die Mehrheit ruthenischsprachig (373) und griechisch-katholisch (394), außerdem römisch-katholische (47) und polnischsprachige (79) Bevölkerung, sowie 2 deutschsprachige, 32 Juden, 2 anderen Glaubens.

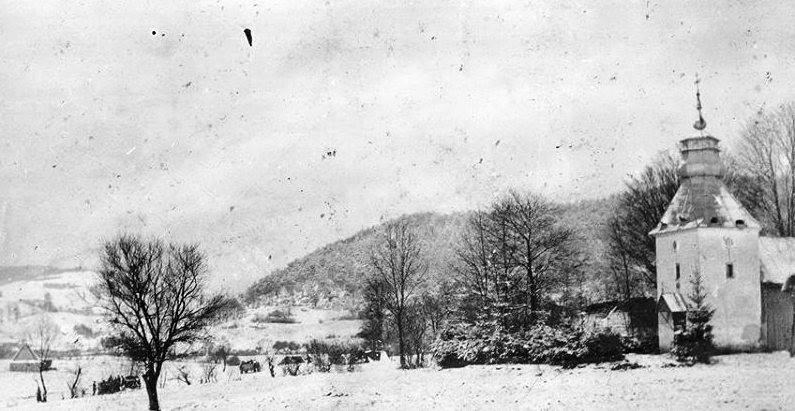
Ehemalige griechisch-katholische Kirche im späten 19. Jahrhundert

1918, nach dem Ende des Ersten Weltkriegs und dem Zusammenbruch der k.u.k. Monarchie, kam Barwinek zu Polen.

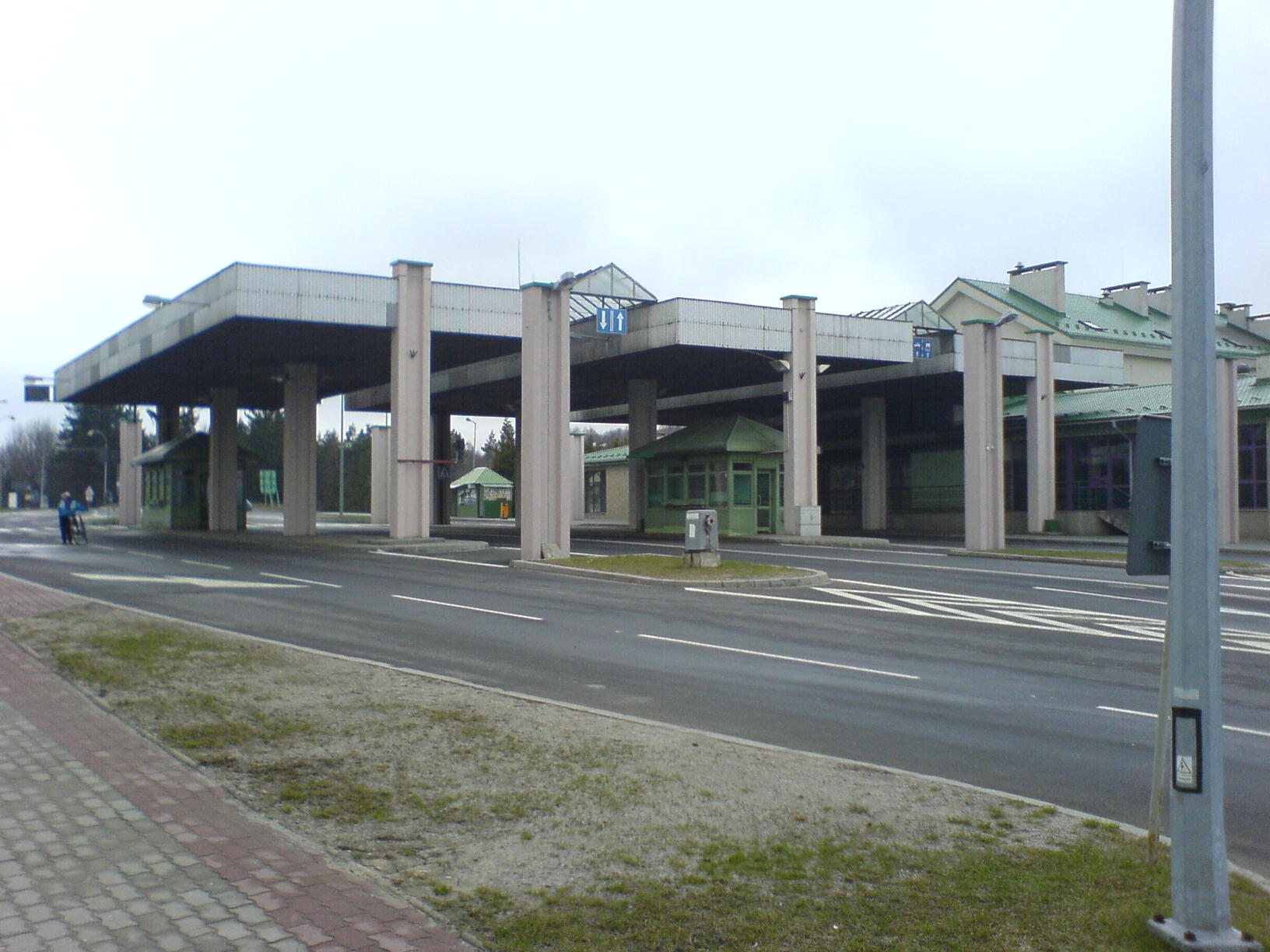
Ehemaliger Grenzübergang

Im Zweiten Weltkrieg gehörte der Ort zum Distrikt Krakau im Generalgouvernement. 1944 in der Schlacht beim Duklapass wurde das Dorf fast völlig zerstört, darunter die griechisch-katholische Kirche. 1947 wurden die Lemken im Rahmen der Aktion Weichsel vertrieben, nur 10 Personen kehrten zehn Jahre später zurück. 1961 wurde der Grenzübergang eröffnet.
Von 1975 bis 1998 gehörte Barwinek zur Woiwodschaft Krosno.